# Op med lille Martha
Op med lille Martha er en dansk film fra 1946, instrueret af Asbjørn Andersen efter manuskript af Hasse Ekman (Fram för lilla Märta, 1945).

## Medvirkende
- Helge Kjærulff-Schmidt
- Karl Gustav Ahlefeldt
- Lily Broberg
- Erika Voigt
- Sigurd Langberg
- Ellen Margrethe Stein
- Knud Heglund
- Ingeborg Pehrson
- Henry Nielsen
- Bjørn Spiro
- Bodil Lindorff
- Preben Uglebjerg